# 1958 في إسرائيل
فيما يلي قوائم الأحداث التي وقعت خلال عام 1958 في إسرائيل.

## سياسة

### انتهاء فترة المنصب
- 1 يناير – موشيه دايان رئيس الأركان العامة (إسرائيل).
- 7 يناير – دافيد بن غوريون Justice Minister of Israel ‏.
- 9 يونيو – يتسحاق تابنكين عضو الكنيست [الإنجليزية]‏.
- 1 يوليو – يوسف بورغ وزير الاتصالات  [لغات أخرى]‏.

## مواليد

### يناير
- 1 يناير – رائد صلاح رئيس الجناح الشمالي للحركة الإسلامية داخل الخط الأخضر.
- 6 يناير – شلومو جليكستين لاعب كرة مضرب إسرائيلي.
- 10 يناير – دوف حنين سياسي إسرائيلي.[1]

### أبريل
- 10 أبريل – يوفال شتاينتز سياسي إسرائيلي.[2]
- 11 أبريل – حسنية جبارة سياسية إسرائيلية.[3]

### مايو
- 5 مايو – رون أراد طيار إسرائيلي.
- 12 مايو – اسحق فاكنين سياسي إسرائيلي.[4]
- 29 مايو – جوليانو مير خميس[5]

### يونيو
- 11 يونيو – يوآف بن تسور سياسي إسرائيلي.[6]
- 25 يونيو – يغآل ناؤور

### يوليو
- 8 يوليو – تسيبي ليفني سياسية إسرائيلية.[7]

### نوفمبر
- 8 نوفمبر – يوآف غالانت[8]

### ديسمبر
- 19 ديسمبر – أحمد الطيبي سياسي إسرائيلي.[9]

## وفيات

### مارس
- 10 مارس – ميريام هاري (مواليد 1869)[10]